# 1. јул
1. јул (1.7.) је 182. дан године по грегоријанском календару (183. у преступној години). До краја године има још 183 дана.

## Догађаји
- 69 — Трупе у Египту прогласиле Веспазијана за деветог римског цара.
- 1097 — Крсташи предвођени Боемундом Тарентским су у бици код Дорилеја поразили селџучку војску предвођену Килиџ Арсланом.
- 1569 — Закључена је Лублинска унија којом су се ујединиле Литванија и Пољска у Државна заједница Пољске и Литваније. Деобом Пољске 1795. већи део Литваније припао је Русији.
- 1835 — У Пешти је штампан први број „Сербског народног листа“, илустрованог књижевног недељника Срба у Мађарској, који је покренуо публициста и уредник „Летописа“ Матице српске Теодор Павловић. Лист је с краћим прекидима излазио до 1848.
- 1866 — Штампане Прве српске поштанске марке
- 1867 — Онтарио, Квебек, Нова Шкотска и Њу Брансвик прогласиле су федералну унију Канада, која је Актом о Британској Северној Америци британског парламента добила статус доминиона.
- 1887 — Почела је да ради прва астрономско-метеоролошка станица у Србији, коју је у својој кући на Врачару у Београду организовао професор Велике школе Милан Недељковић. Године 1902. он је почео да издаје и прву општу прогнозу времена.
- 1921 —
  - На тајном састанку у Шангају основана је Комунистичка партија Кине, која је 1949. преузела власт у Кини.
  - Први пут је примењена вакцина за заштиту деце од туберкулозе (БЦГ).
- 1942 — Немачке трупе су у Другом светском рату, после осмомесечне опсаде, заузеле Севастопољ, најважнију совјетску црноморску луку на полуострву Крим.
- 1946 — САД су извршиле нуклеарну пробу, на атолу Бикини у Пацифику, бацивши трећу атомску бомбу.
- 1960 — Гана је постала република, с првим председником Кваме Нкрумахом.
- 1962 — Афричка република Руанда и краљевина Бурунди су стекле независност, након што је Генерална скупштина УН у фебруару укинула надзор над ове две државе.
- 1966 — Одржан је „Брионски пленум“ Централног комитета Савеза комуниста Југославије, на којем су из руководства партије уклоњени Александар Ранковић, потпредседник СФР Југославије и Светислав Стефановић Ћећа, савезни секретар за унутрашње послове, што је значило и уклањање са државних функција. Као личности одговорне за рад Службе државне безбедности они су оптужени за прислушкивање председника СФРЈ Јосипа Броза Тита и за шовинистичку политику према Албанцима на Косову.
- 1991 — На састанку у Прагу лидери источноевропских земаља укинули су војни савез Варшавски пакт, основан 1955.
  - Стипе Месић, после месец и по дана закашњења, изабран за председника Председништва СФРЈ.
- 1994 — Вођа Палестинске ослободилачке организације Јасер Арафат вратио се у Палестину, након 27-годишњег избеглиштва.
- 1997 — Хонгконг је, након што је 150 година био под британском управом поново враћен под кинеску јурисдикцију, као њен специјални административни регион.
- 2000 —
  - Након састанка шефова држава у Пјонгјангу (13-15. јуна) представници две Кореје потписали су споразум о спајању породица, које су због рата биле раздвојене скоро пола века.
  - Пуштен је у саобраћај најдужи мост на свету који је повезао Шведску и Данску.
- 2001 — У Аћеху у Индонезији, пронађено је 27 измасакрираних тела. Током сепаратистичког рата побуњеника, чланова Покрета за ослобођење Аћеха, у том месту је од средине седамдесетих убијено преко 870 људи.
- 2002 —
  - У Хагу је формално означен почетак рада Међународног кривичног суда, који оспоравају САД. Тај суд је основан 17. јула 1998. у Риму и до почетка рада Римски статут је ратификовало 86 држава, укључујући и СРЈ.
  - 72 особе погинуле су у судару путничког и теретног авиона изнад јужне Немачке.
- 2003 — САД су укинуле војну помоћ за око 50 земаља, укључујући и Србију и Црну Гору. Те земље нису до одређеног рока, са Вашингтоном потписале билатерални споразум о неизручивању америчких држављана Међународном кривичном суду у Хагу.
- 2004 — НАСА-ина свемирска летелица Касини ушла је у Сатурнову орбиту након седмогодишњег путовања.
- 2013 — Хрватска је постала 28. пуноправна чланица Европске уније.
- 2016 — Српски репер Дада објавио је албум Ни на небу ни на земљи после шест година од изласка његовог првог албума.

## Рођења
- 1646 — Готфрид Вилхелм Лајбниц, немачки филозоф, математичар, физичар и дипломата. (прем. 1716)[1]
- 1804 — Жорж Санд, француска књижевница. (прем. 1876)[2]
- 1872 — Луј Блерио, француски инжењер и пилот. (прем. 1936)[3]
- 1899 — Чарлс Лотон, енглески глумац. (прем. 1962)[4]
- 1902 — Вилијам Вајлер, амерички редитељ, продуцент и сценариста. (прем. 1981)[5]
- 1916 — Оливија де Хевиленд, британско-америчка глумица. (прем. 2020)[6]
- 1931 — Лесли Карон, француска глумица.[7]
- 1934 — Сидни Полак, амерички редитељ, продуцент и глумац. (прем. 2008)[8]
- 1935 — Оливер Млакар, хрватски ТВ водитељ.[9]
- 1939 — Карен Блек, америчка глумица, сценаристкиња и музичарка. (прем. 2013)[10]
- 1942 — Женевјев Бижо, канадска глумица.[11]
- 1945 — Деби Хари, америчка музичарка, модел и глумица.[12]
- 1946 — Слободан Сантрач, српски фудбалер и фудбалски тренер. (прем. 2016)[13]
- 1947 — Гаетано Тијене, италијански кардиолог, академик и инострани члан Одељења медицинских наука Српске академије наука и уметности.[14]
- 1952 — Ден Акројд, канадски глумац, комичар, продуцент, сценариста и музичар.[15]
- 1953 — Јадранка Косор, хрватска политичарка, новинарка, премијерка Хрватске (2009—2011).
- 1955 — Владимир Петровић Пижон, српски фудбалер и фудбалски тренер.[16]
- 1961 — Дајана, принцеза од Велса, прва супруга Чарлса, принца од Велса, најстаријег сина и наследника краљице Елизабете II. (прем. 1997)[17]
- 1961 — Карл Луис, амерички атлетичар.[18]
- 1961 — Горан Петровић, српски књижевник и академик. (прем. 2024)[19]
- 1962 — Андре Брауер, амерички глумац. (прем. 2023)[20]
- 1967 — Памела Андерсон, канадско-америчка глумица и модел.[21]
- 1968 — Жорди Мола, шпански глумац.[22]
- 1970 — Тајчи, хрватска музичарка.
- 1971 — Миси Елиот, америчка музичарка, музичка продуценткиња и плесачица.[23]
- 1971 — Џулијана Николсон, америчка глумица.[24]
- 1971 — Мелиса Питерман, америчка глумица.[25]
- 1975 — Суфјан Стивенс, амерички музичар.[26]
- 1976 — Патрик Клајверт, холандски фудбалер и фудбалски тренер.[27]
- 1976 — Руд ван Нистелрој, холандски фудбалер и фудбалски тренер.[28]
- 1976 — Горан Николић, црногорски кошаркаш.[29]
- 1977 — Веселин Петровић, српски кошаркаш и кошаркашки тренер.[30]
- 1977 — Лив Тајлер, америчка глумица и модел.[31]
- 1982 — Хилари Бартон, америчка глумица.[32]
- 1985 — Тејлор Рочести, америчко-црногорски кошаркаш.[33]
- 1985 — Леа Седу, француска глумица.[34]
- 1985 — Млађен Шљиванчанин, српски кошаркаш.[35]
- 1989 — Данијел Рикардо, аустралијски аутомобилиста.[36]
- 1990 — Вујадин Савић, српски фудбалер.[37]
- 1992 — Мија Малкова, америчка порнографска глумица.[38]

## Смрти
- 1839 — Махмуд II, османски султан. (рођ. 1789)[39]
- 1853 — Бранко Радичевић, велики српски песник. (рођ. 1824)[40]
- 1860 — Чарлс Гудјир, амерички индустријалац. (рођ. 1800)[41]
- 1876 — Михаил Бакуњин, руски револуционар анархист. (рођ. 1814)[42]
- 1881 — Рудолф Херман Лоце, немачки филозоф. (рођ. 1817).[43]
- 1896 — Херијет Бичер Стоу, америчка књижевница. (рођ. 1811)[44]
- 1928 — Вјекослав Клаић, хрватски историчар и писац. (рођ. 1848)[45]
- 1957 — Драго Герваис, хрватски књижевник. (рођ. 1904)[46]
- 1971 — Вилијам Лоренс Браг, британски физичар и рендгенски кристалограф. (рођ. 1890)[47]
- 1974 — Хуан Доминго Перон, аргентински генерал и политичар. (рођ. 1895)[48]
- 1996 — Стив Тешич, амерички писац, драматург и сценариста, добитник Оскара за оригинални сценарио 1979. године (рођ. 1942)[49]
- 1999 — Џошуа Нкомо, јужнородезијски политичар. (рођ. 1917)[50]
- 2001 — Николај Генадијевич Басов, совјетски физичар, добитник Нобелове награде за физику. (рођ. 1922)[51]
- 2008 — Дејан Медаковић, академик, бивши председник САНУ (1999—2003) (рођ. 1922)[52]

## Празници и дани сећања
- Српска православна црква слави:
  - Свете мученике Леонтија, Ипатија и Теодула
  - Преподобни Леонтије прозорљиви;
  - Свети мученик Етерије;
  - Свети преподобни Еразмо;
  - Свети преподобни Леонтије пастир;
  - Свети Михаил Уломпски, грузијски;
  - Света два мученика;
  - Сабор светог архангела Михаила близу светог Јулијана у Фору;
  - Блажена Схимонахиња Макарија;
  - Пресвета Богородица Богољубовска